# Кинашів
Ки́нашів — село в Україні, у Тульчинській міській громаді Тульчинського району Вінницької області. Населення становить 3114 осіб.

## Історія
12 червня 2020 року, відповідно до Розпорядження Кабінету Міністрів України від  № 707-р «Про визначення адміністративних центрів та затвердження територій територіальних громад Вінницької області», увійшло до складу Тульчинської міської громади.
19 липня 2020 року, в результаті адміністративно-територіальної реформи та ліквідації Тульчинського району, село увійшло до складу новоутвореного Тульчинського району.

## Пам'ятки
- Суворівська криниця — гідрологічна пам'ятка природи місцевого значення.

## Видатні уродженці
- Ведешин Андрій Олександрович (1986—2020) — молодший сержант Збройних сил України, учасник російсько-української війни.
- Зорик Георгій Іванович — український художник.

## Галерея

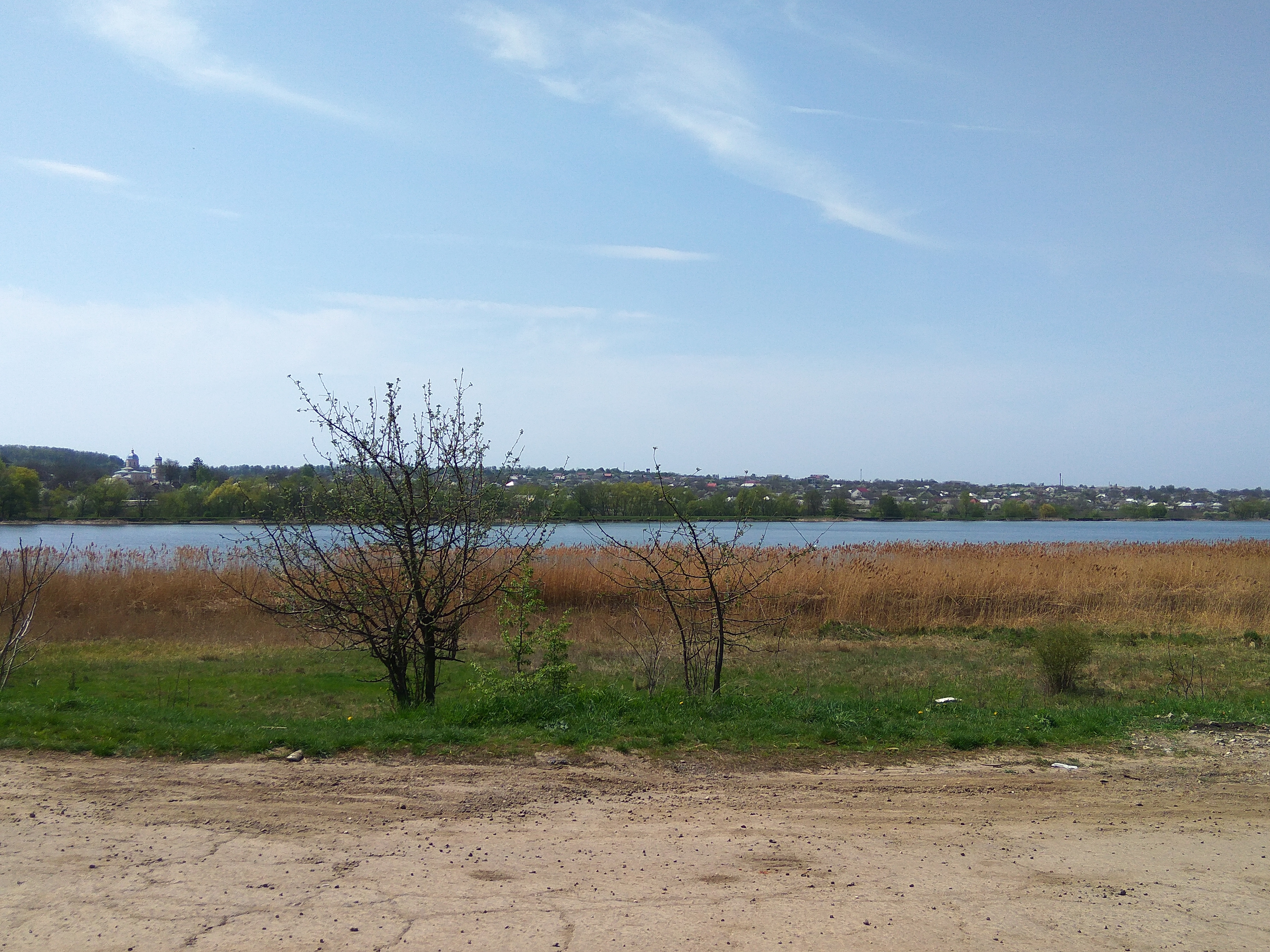
Панорама села
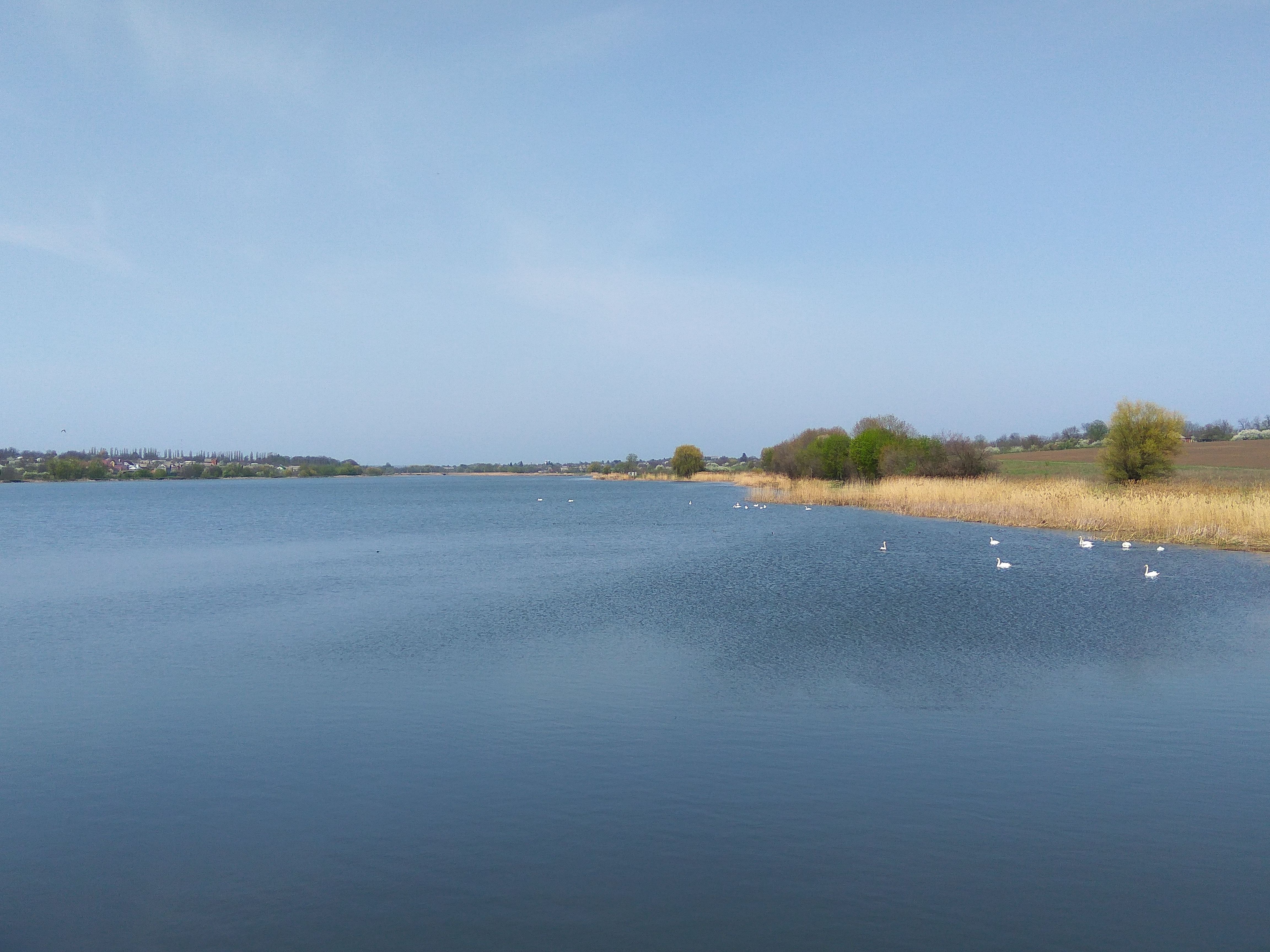
Річка Сільниця
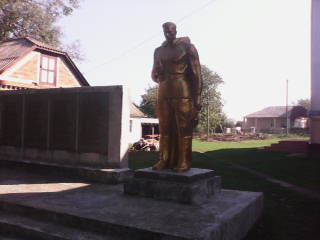
Пам'ятник воїнам-односельчанам
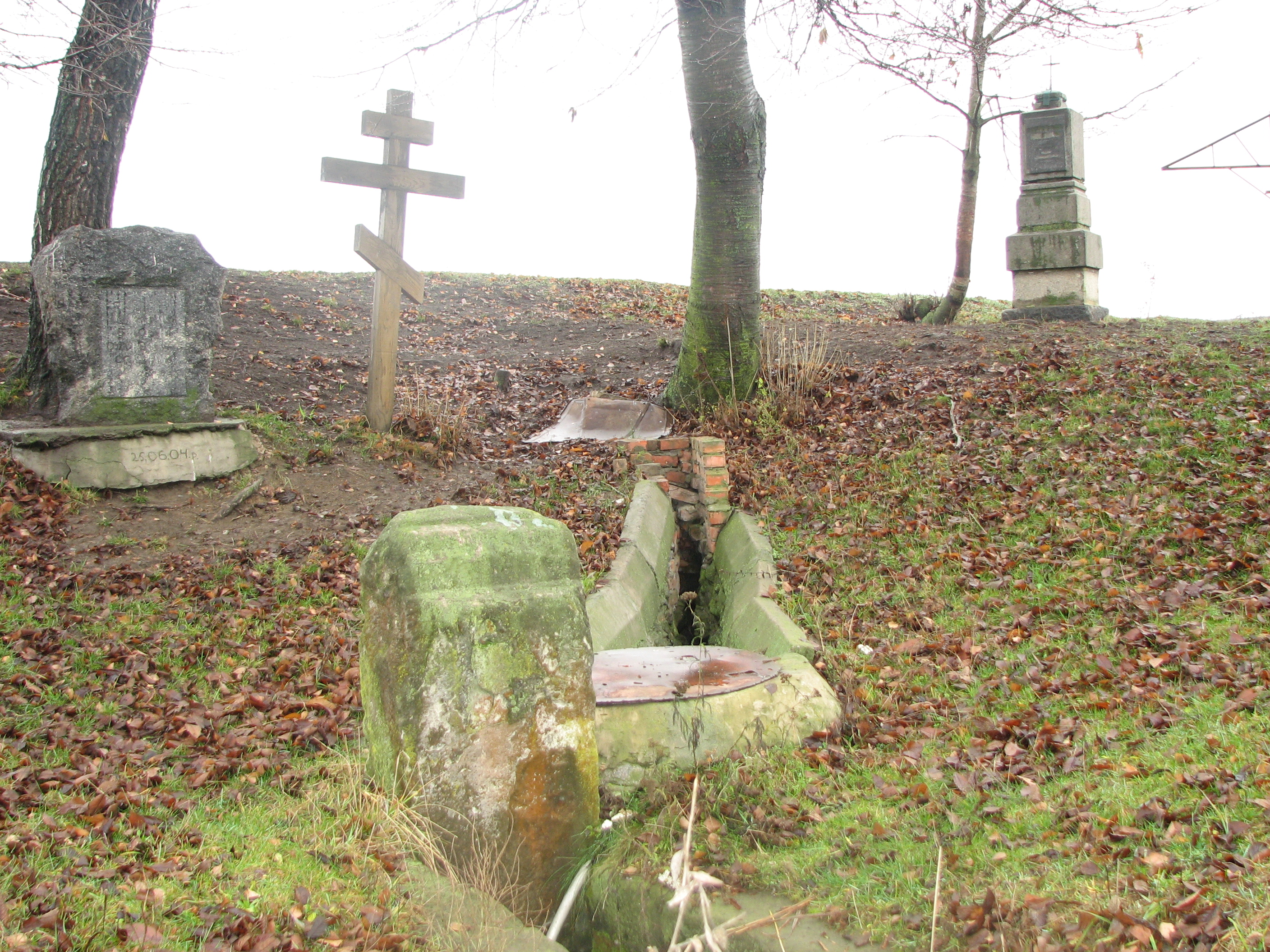
Суворівська криниця